# 易煉紅
易 煉紅（えき れんこう、1959年9月 - ）は、中華人民共和国の官僚、政治家。湖南省漣源県出身。

## 経歴
1959年9月、湖南省漣源県で生まれる。1976年8月、漣源県桂花郷知青を担当した。1982年7月、湖南師範大学を卒業。邵陽基礎大学のもとで教員として採用される。1984年8月陝西師範大学にて斑岩モリブデン政治経済学で修士の学位取得。同年、中国共産党湖南省委員会党学校に入局。1990年1月から12月まで株洲化学工場で働いた。1992年1月、中国共産党湖南省委員会党学校科学技術研究室の副主任に就任。同月には沅陵県副県長を兼務する。1994年9月、同省長沙市に転任し中国共産党湖南省委員会党学校助校長、副校長、常務副校長を歴任。2004年5月には岳陽市党委書記に転任する。2011年12月、中国共産党湖南省委員会秘書長に任命される。2013年5月、長沙市党委書記に昇格。長沙市党委書記は前任の陳潤児が4月に黒竜江省党委副書記へ異動した後、空席となっていた。
2017年7月20日、党務に転じて遼寧省に赴任し、瀋陽市党委書記に就任した。翌年5月29日には遼寧省党委専職副書記を兼任。2018年8月1日、江西省党委副書記に転出。中国江西省第13期人民代表大会常務委員会第5回会議で同月6日、劉奇省長の辞職願を受理し、易煉紅を副省長、省長代行に任命することが決定された。江西省第13期人民代表大会第2回で10月23日、省長代行の易煉紅が省長に選出された。2021年10月18日、中国共産党江西省委員会書記に昇格。
2022年12月、浙江省党委書記に就任。